# Santuario de fauna y flora Iguaque
El Santuario de Fauna y Flora Iguaque es uno de los 56 parques nacionales naturales de Colombia (2010). Tiene una extensión de 6750 hectáreas (67,5 km²) de páramo y bosque andino, y se ubica en la cordillera Oriental en el departamento de Boyacá. Recorre esta cordillera por un trecho de 8 km en jurisdicción de los municipios de Tunja, Villa de Leyva y Arcabuco.

## Descripción

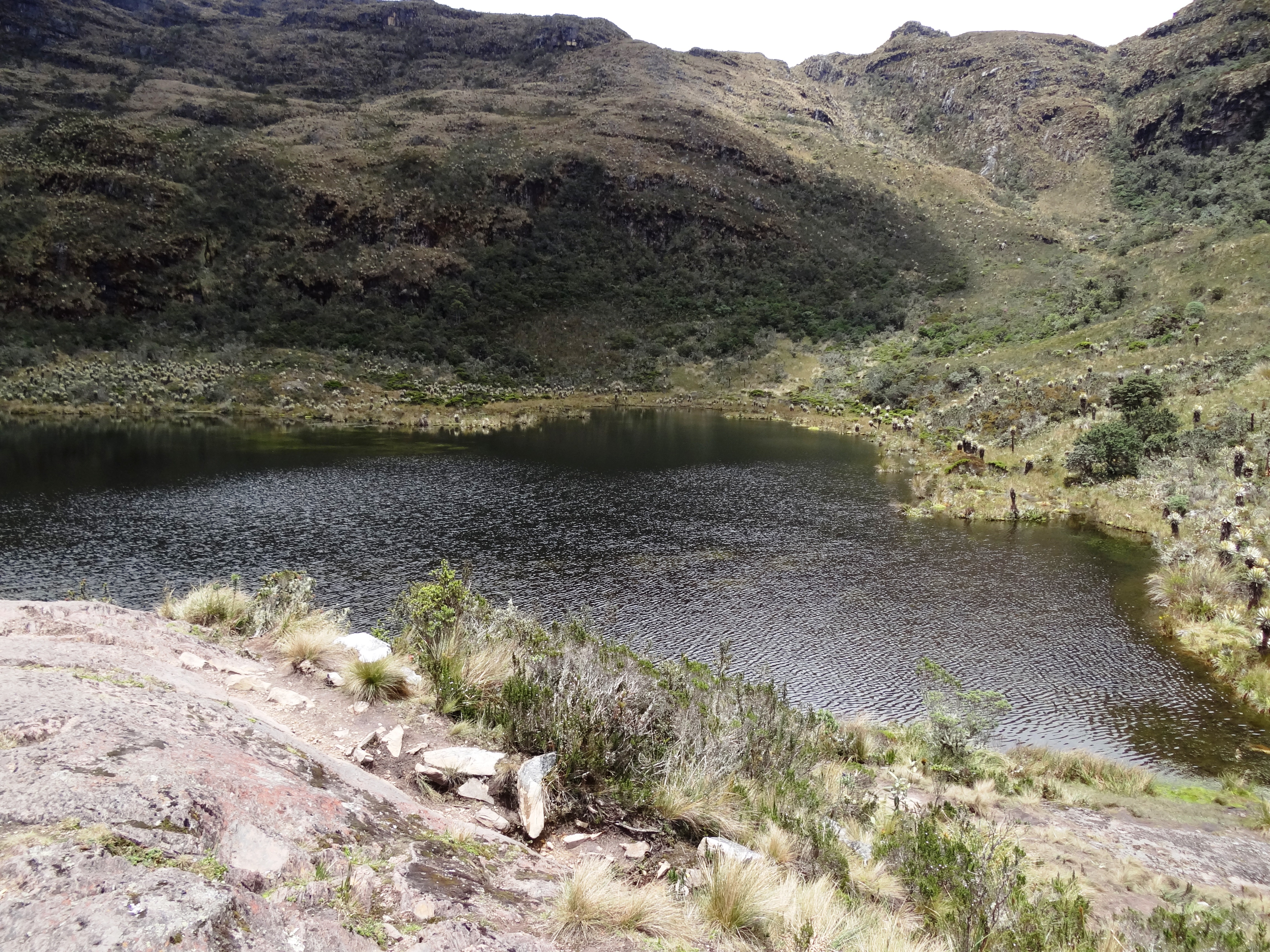
Laguna de Iguaque.

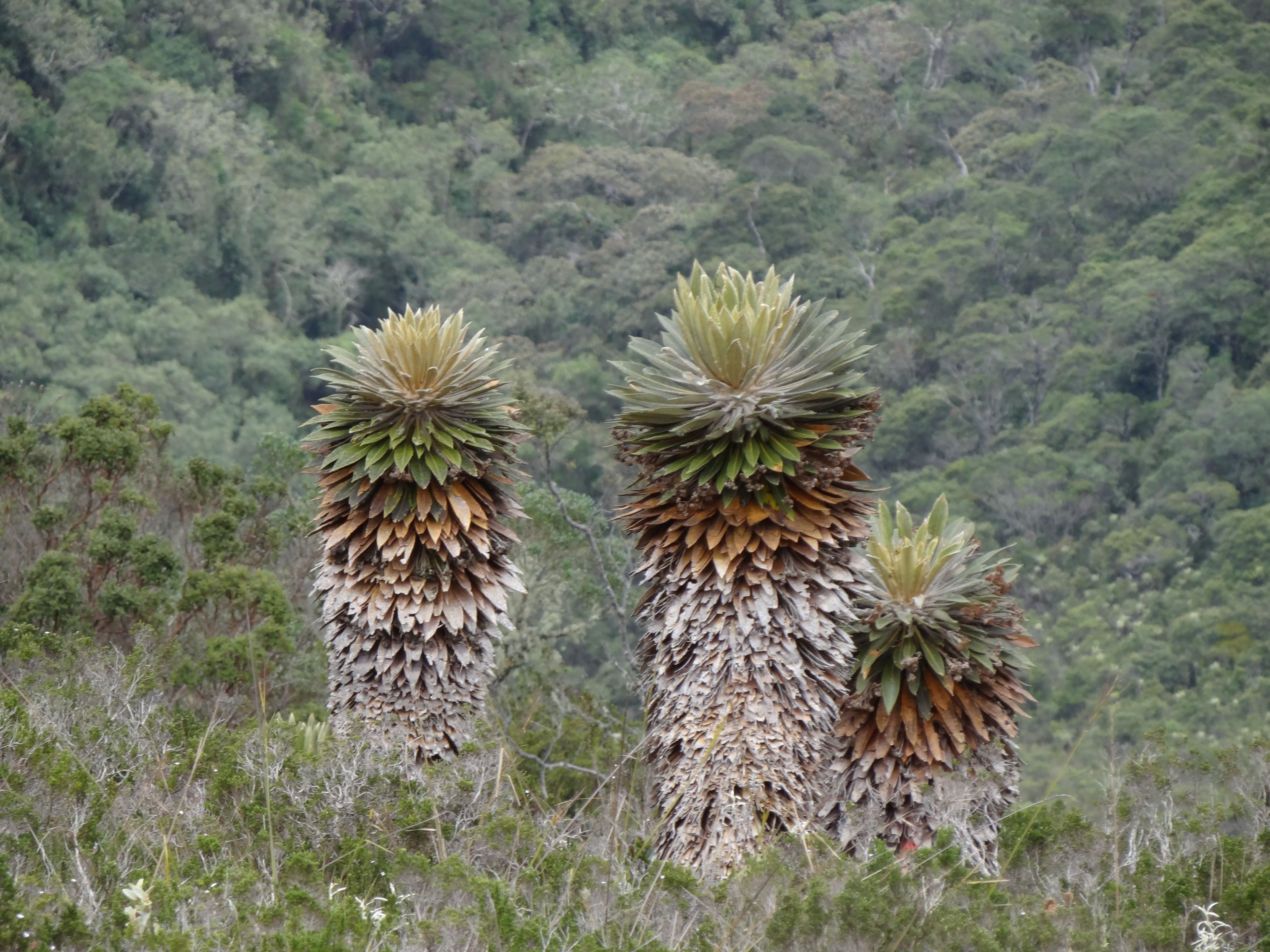
Especie de Frailejones (Espeletia sp.)

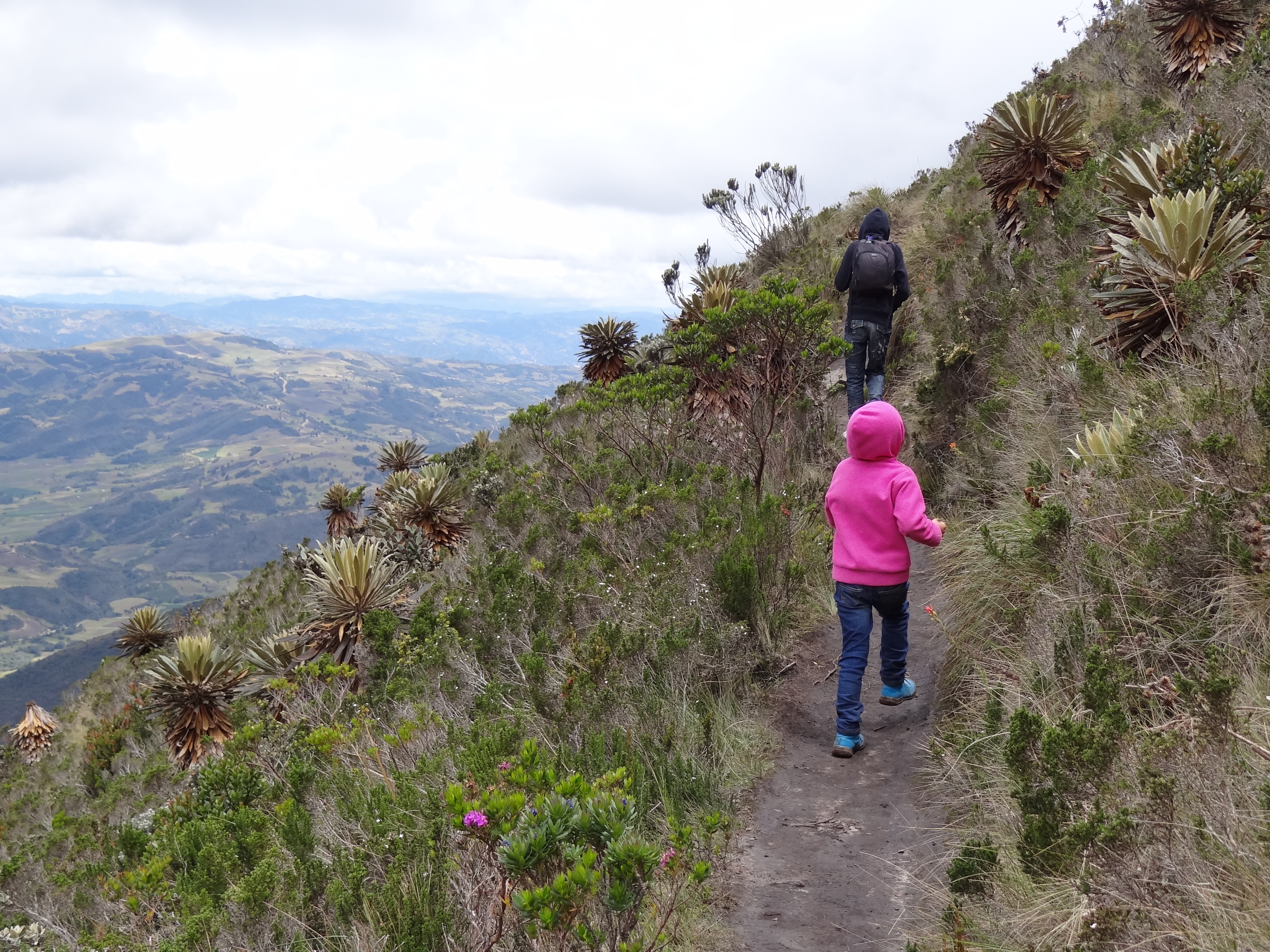
Senderos.

Tiene una extensión de 6889 hectáreas (67,5 km²), y tiene una elevación sobre el nivel del mar entre los 2400 y 3800 m s. n. m. Es una reserva importante de fauna y flora, y las corrientes de agua que se originan en el parque surten los acueductos de poblaciones vecinas como Sáchica, Chíquiza, Santa Sofía, Gachantivá y Arcabuco. Dependiendo de la altura la temperatura media oscila entre 4 y 12 °C.
El santuario fue creado en 1977, está ubicado en la cuenca del río Cane-Iguaque que cuenta con una extensión de 19 759 hectáreas y abarca 20 veredas pertenecientes a los municipios de: Arcabuco, Chíquiza y Villa de Leyva ubicados en el departamento de Boyacá. Beneficia a más de 35 000 habitantes de la provincia de Ricaurte, quienes dependen de su oferta ambiental para su sustentabilidad económica y sotenibilidad ambiental.
En el santuario se encuentra la laguna de Iguaque, la cual era considerada sagrada por los pobladores muiscas antes de la conquista española de América, ya que la consideraba el sitio donde se había originado la humanidad. 
(Representación simbólica de la madre), o lugar de origen donde se construyó una "cultura del agua", que tuvo su centro en la laguna de Iguaque por cuyas arterías, los ríos, se nutría la vida de la tierra. Según la tradición, de la laguna sagrada de Iguaque, que es su vientre, emergió Bachué ("la mujer con los pechos en alto")o Huitaca, que para los Muiscas dio origen a la humanidad, una encarnación simbólica del agua.
Aparte de esta laguna existen otras ocho, entre las cuales las más notables son: Cazadero, Empedrada, Colorada, Carrizal, Cazadero y Ojo de Agua. Por el sureste del parque cruzan los ríos Cane e Iguaque.
En el santuario existen ecosistemas de páramo, bosque altoandino y robledales, vegetación seca y humedales.
Fauna
En sectores alejados de la interacción humana, pueden encontrarse diferentes mamíferos como faras, murciélagos, ardillas, armadillos, conejos silvestres, borugas, zorros y venados. Existen aves como la alondras, perdices, pavas, tucanes verdes, patos, colibríes, clarineros y ocasionalmente caicas.
Vegetación
Las principales especies presentes son: roble, frailejón, sietecueros, canelón, pino, encenillo, tinto, musgos, líquenes, quiches, orquídeas, helechos y mortiño.